# Philippe Duplessis-Mornay
Philippe Duplessis-Mornay (Buhy, 5 novembre 1549 – La Forêt-sur-Sèvre, 11 novembre 1623) è stato uno scrittore, politico e teologo francese.

## Biografia
Nacque a Buhy, una piccola località della Val-d'Oise. Studiò al Collège de Lisieux di Parigi dove l'aveva iscritto il padre per sottrarlo all'influenza della madre che mostrava simpatie per il Protestantesimo; dopo la morte del padre (1559) la famiglia aderì alla religione riformata. Mornay studiò giurisprudenza all'Università di Heidelberg nel 1565 e l'anno seguente ebraico e tedesco all'Università di Padova. Con lo scoppio della seconda guerra di religione (1567), si unì all'esercito del principe di Condé, ma una caduta da cavallo gli impedì di prender parte attiva alla guerra. La sua carriera di apologeta ugonotto cominciò nel 1571 col lavoro Dissertation sur l'Église visible; la sua carriera di diplomatico cominciò l'anno successivo, nel 1572, quando prese parte a una missione riservata presso Guglielmo I d'Orange per conto dell'ammiraglio de Coligny.
Sfuggì al massacro di San Bartolomeo (1572) con l'aiuto di un amico cattolico, e si rifugiò in Inghilterra. Ritornato in Francia verso la fine del 1573, nei due anni seguenti partecipò con vario successo alle campagne di Enrico di Borbone (dal 1572 re di Navarra col nome di Enrico III, e poi dal 1589 re di Francia col nome di Enrico IV). Fu fatto prigioniero dal Duca di Guisa il 10 ottobre 1575, ma poté essere riscattato dietro pagamento di una modesta somma di danaro. Poco dopo, a Sedan, sposò Charlotte Arbaleste. Gradatamente Mornay venne riconosciuto come l'uomo di fiducia di Enrico di Borbone, di cui fu procuratore dapprima in Inghilterra (una prima volta dal 1577 al 1578 e di nuovo nel 1580) e successivamente nei Paesi Bassi (nel biennio 1581-82). Il periodo di maggiore attività politica di Mornay iniziò nel 1584 quando morì il Duca di Alençon-Anjou, ultimo fratello del re di Francia Enrico III, permettendo così ad Enrico di Borbone di divenire erede della corona di Francia. Dopo la morte del Principe di Condé (1588) la sua influenza divenne così grande da essere chiamato "il papa degli Ugonotti". Prese parte all'assedio di Dieppe, combatté a Ivry e prese parte all'assedio di Rouen nel 1591-92, fino a che non fu inviato in missione alla corte di Elisabetta I d'Inghilterra. Fu deluso dall'abiura al protestantesimo di Enrico IV (1593) e gradatamente si ritirò dalla vita di corte, dedicandosi all'Accademia di Saumur, l'università degli ugonotti che ebbe una prestigiosa vita fino alla sua soppressione, nel 1683, ad opera di Luigi XIV.
Gli ultimi anni della sua vita, rattristati dalla perdita dell'unico figlio (1605) e della moglie (1606), li trascorse nel mettere a punto l'organizzazione degli Ugonotti. Fu eletto deputato dei protestanti francesi al Sinodo di Dordrecht (1618) e, nonostante l'impossibilità a presenziarvi per un divieto di Luigi XIII, contribuì ugualmente alle deliberazioni mediante comunicazioni scritte. Perse il governatorato di Saumur durante l'insurrezione degli Ugonotti nel 1621, e morì in esilio nelle sue proprietà di La Forêt-sur-Sèvre (Deux-Sèvres).

## Scritti
Fra i suoi lavori principali:
- Excellent discours de la vie et de la mort, Londra, 1577, dono di nozze alla moglie Charlotte Arbaleste;
- Traité de l'Église où l'on traite des principales questions qui ont été mues sur ce point en nostre temps, Londra, 1578;
- Vindiciae contra tyrannos (1579), un pamphlet in lingua latina firmato Stephanus Junius Brutus, in cui si difende la resistenza alla corona francese; non tutti sono d'accordo con l'attribuzione a Duplessis-Mornay di quest'opera;
- Traité de la vérité de la religion chrétienne contre les athées, épicuriens, payens, juifs, mahométans et autres infidèles, Anversa, 1581;
- Fidelle exposition sur la Déclaration du Duc de Mayenne contenant les Exploicts de guerre qu'il a fait en Guyenne, 1587;
- De l'Institution sage et Doctrine du Saint sacrement de l'Eucharistie en l'Église ancienne, 1598; quest'opera contiene circa 5000 citazioni tratte dalle sacre scritture, dai padri della Chiesa e dagli scolastici. In una disputa pubblica avvenuta a Fontainebleau il 4 maggio 1600, Jacques Davy du Perron, a quel tempo vescovo di Évreux e poi cardinale, lo accusò di aver fatto almeno 500 citazioni erronee. Quando la disputa fu interrotta, per malattia di Mornay, du Perron era stato dichiarato vincitore nei nove punti presentati in precedenza;
- Le mystère d'iniquité, c'est à dire, l'histoire de la papauté, Ginevra, 1611.
- Due volumi di Mémoires, dal 1572 al 1589 apparvero a La Forêt-sur-Sèvre negli anni 1624 e 1625; una continuazione in due volumi apparve ad Amsterdam nel 1652; un'edizione più completa, ma molto imprecisa (Mémoires, correspondances et vie) in 12 volumi fu pubblicata a Parigi negli anni 1624-1625.